# Guru Nanak Gurpurab

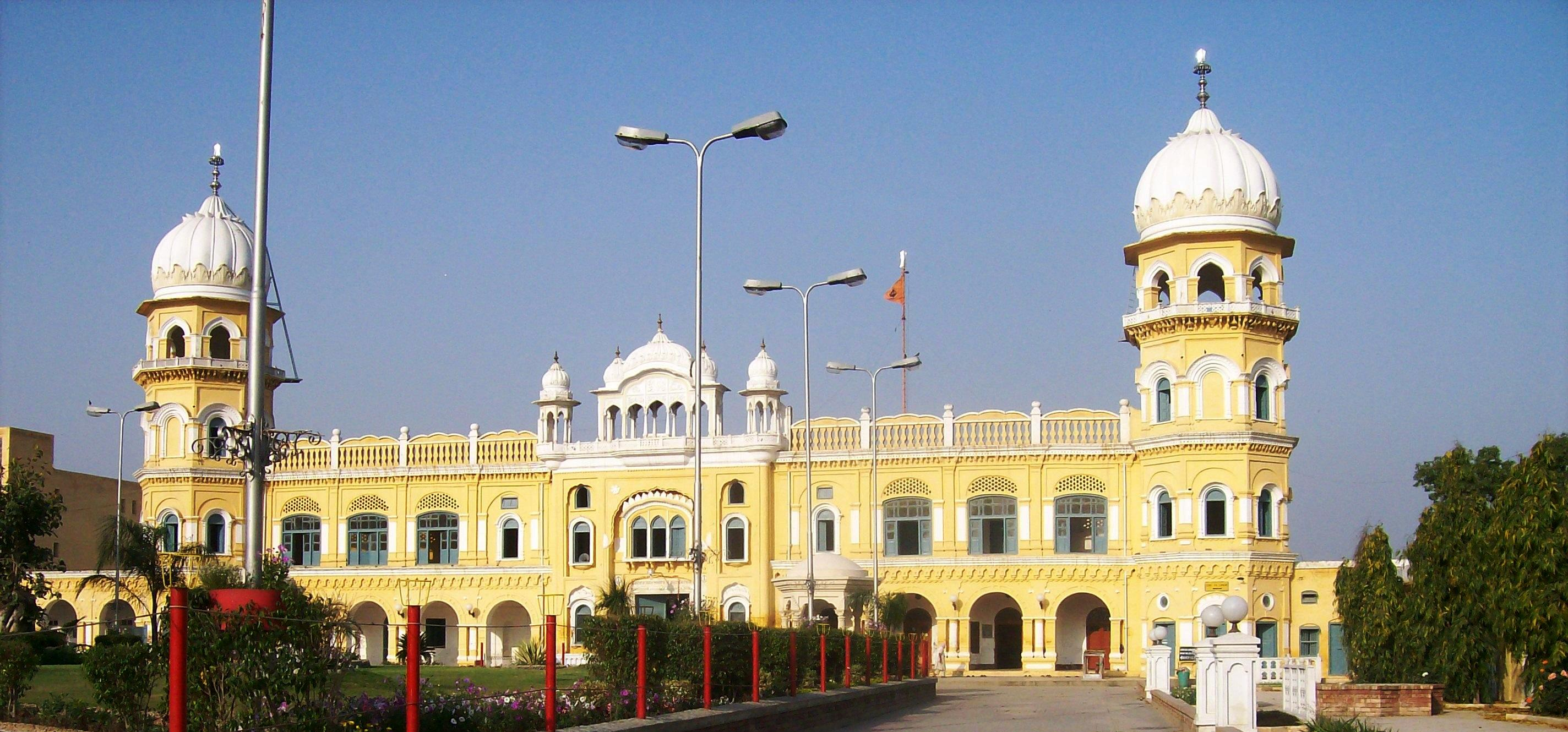
Gurdwara Nankana Sahib, Pakistan, El lugar de nacimiento de Gurú Nanak Dev Ji.

Guru Nanak Gurpurab es una de las fiestas más sagradas en el sijismo. Además de los sijs, hindúes y otros seguidores de la filosofía de Gurú Nanak Dev Ji también celebran este festival.
Las fiestas en la religión sij giran en torno a los aniversarios de los 10 gurús sijes, que fueron los responsables de dar forma a las creencias de los sijes. Sus aniversarios, son conocidos como Gurú Nanak Gurpurab (o Gurpurb), son ocasiones para la celebración y la oración entre los sijes.
Gurú Nanak Dev Ji (Rai-Bhoi-Di Talwandi, Shekhupura, un distrito de Pakistán, ahora Nankana Sahib, 15 de abril de 1469) fue el fundador del sijismo. En el calendario gregoriano la celebración suele caer en el mes de noviembre, pero su fecha varía de un año a otro en función de las fechas tradicionales del calendario indio.

## El festival

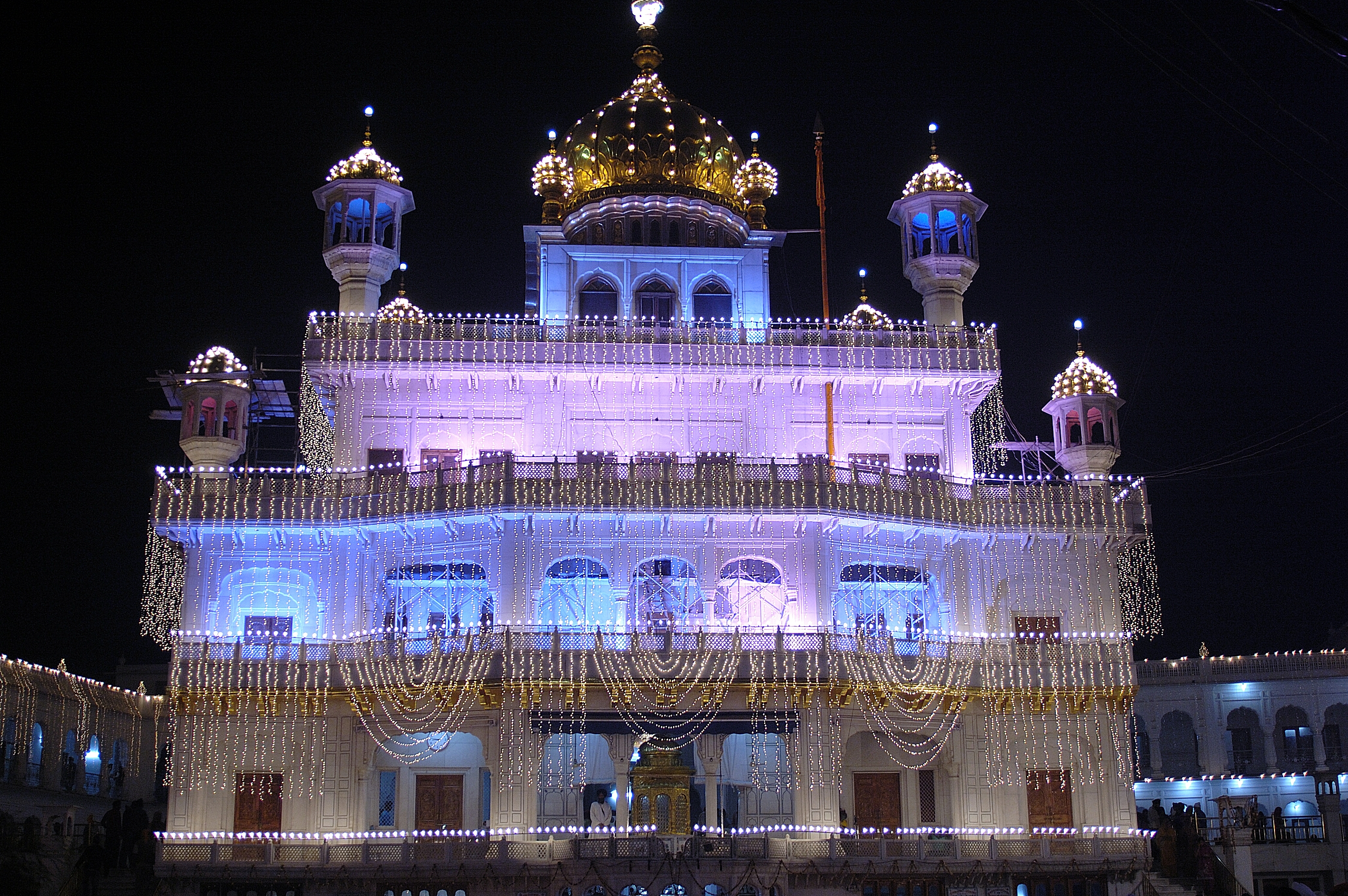
Akal Takht iluminado, en el complejo Harmandir Sahib, Amritsar

La celebración es generalmente similar para todos Gurpurabs; sólo los himnos son diferentes. Las celebraciones comienzan con Prabhat Pheris, las procesiones de la mañana que comienzan en los Gurudwaras y discurren en las localidades cantando himnos. Generalmente dos días antes del aniversario, se realiza una lectura del Sri Gurú Granth Sahib Ji (el libro sagrado de los sijes). El Akhand Path es la práctica común de la recitación continua (sin ninguna interrupción) de los sagrados textos religiosos del sijismo.
El día antes del aniversario se organiza una procesión, denominada Nagarkirtan. Esta procesión está encabezada por el Panj Pyaras. Los devotos se dirigen a la procesión portando la bandera sikh, conocido como el Nishan Sahib y el Palki (Palanquin) del Gurú Granth Sahib. Son seguidos por grupos de cantantes que cantan himnos y otros devotos cantan el coro. Hay bandas de música tocando diferentes melodías y los equipos de 'Gatka' muestran su habilidad con la espada a través de diversas artes marciales y realizan simulacros de batallas con armas tradicionales.